# Монту Бекария
Монту̀ Бекарѝя (на италиански: Montù Beccaria, на местен диалект: Montü, Мунтю) е село и община в Северна Италия, провинция Павия, регион Ломбардия. Разположено е на 277 m надморска височина. Населението на общината е 1642 души (към 2017 г.).